# Bagenkop Sogn
Bagenkop Sogn er et sogn i Langeland-Ærø Provsti (Fyens Stift).
Bagenkop Kirke blev i 1920 indviet som filialkirke til Magleby Kirke. Bagenkop blev så et kirkedistrikt i Magleby Sogn, som hørte til Langelands Sønder Herred i Svendborg Amt. Magleby sognekommune inkl. kirkedistriktet blev ved kommunalreformen i 1970 indlemmet i Sydlangeland Kommune, der ved strukturreformen i 2007 indgik i Langeland Kommune.
Da kirkedistrikterne blev nedlagt 1. oktober 2010, blev Bagenkop Kirkedistrikt udskilt som det selvstændige Bagenkop Sogn.
Stednavne, se Magleby Sogn.